# Дуду Аарон
Дуду Аарон, (івр. דודו אהרון; l* 23 грудня 1984, Кір'ят-Екрон, Ізраїль) — ізраїльський музикант, композитор і співак.
Аарон вважається одним з найпопулярніших співаків в Ізраїлі в Музика мізрахіт з першого десятиліття 21-го століття. Він цінується як співак, так і автор пісень для інших співаків, які є частиною середземноморського музичного жанру.

## Біографія
Давид (Дуду) Аарон народився в Кірьят-Екроні має Єменський-єврейського походження. Він почав свою музичну кар'єру в дитинстві, співаючи у синагозі Гар-Йосеф Кір'ят-Екроні. Аарон пізніше почав виступати в різних клубах. Під час військової служби, Аарон служив у прикордонній поліції Ізраїлю, і почав виступати в клубі Red 6 в свій вільний час. У 2007 році, після того, як він закінчив свою службу, він випустив свій перший сингл, який був успішним, і став хітом в музиці Мізрахі радіопрограм. Він справив більше синглів і збільшив свої виступи в клубах і заходах. У 2007 році він випустив свій дебютний альбом, Перше кохання. Згодом він випустив ще п'ять альбомів і безліч синглів, ставши одним з найпопулярніших співаків Ізраїлю в Музика мізрахіт.